# نادي أفالدسنيس
نادي أفالدسنيس الرياضي (بالنرويجية: Avaldsnes Idrettslag) هو ناد رياضي نرويجي من أفالدسنيس، كرموي، روغالاند . تأسس في 16 يونيو 1937. النادي به أقسام لكرة القدم وكرة اليد.

## كرة القدم النسائية
بدأ فريق السيدات اللعب في عام 1989، حيث فاز في دوري الدرجة الأولى للنرويج الغربية في عام 1997، قبل أن يتم حل الفريق في عام 1999 ثم إنشاءه من جديد في عام 2002.  يلعب فريق كرة القدم النسائي حاليًا في دوري الدرجة الأولى لكرة القدم النسائية النرويجي، ليصبح أول ناد من كروموي يلعب في الدوري الأعلى لأي رياضة في النرويج.   وصلوا إلى نهائي كأس سيدات النرويج في 2013 و 2015 لكنهم خسروا في النهائي في المرتين.
كانت لاعبة كرة القدم سيسيلي بيدرسن قد مثلت النرويج سابقًا أثناء اللعب مع أفالدسنيس. 
أنهوا موسم 2015 في المركز الثاني، وهو أعلى إنجاز لهم حتى الآن، وتأهلوا إلى دوري أبطال أوروبا للسيدات 2016-17.

### الإنجازات
- دوري الدرجة الأولى لكرة القدم النسائية النرويجي
  - المركز الثاني (3): 2015 ، 2016 ، 2017
- كأس سيدات النرويج
  - الفائز (1) : 2017
  - الوصيف (2): 2013 ، 2015

## كرة القدم الرجالية
يلعب فريق كرة القدم للرجال حاليًا في دوري الدرجة الخامسة لكرة القدم النرويجي، بعد الهبوط في عام 2012 .  لعب فريق الرجال أيضًا في الدرجة الثالثة بين عامي 2005 و 2010.

## روابط خارجية
- الموقع الرسمي باللغة النرويجية